# Osage City (Kansas)
Osage City é uma cidade localizada no estado americano de Kansas, no Condado de Osage.

## Demografia
Segundo o censo americano de 2000, a sua população era de 3034 habitantes.
Em 2006, foi estimada uma população de 2944, um decréscimo de 90 (-3.0%).

## Geografia
De acordo com o United States Census Bureau tem uma área de
9,0 km², dos quais 8,8 km² cobertos por terra e 0,2 km² cobertos por água. Osage City localiza-se a aproximadamente 331 m acima do nível do mar.

## Localidades na vizinhança
O diagrama seguinte representa as localidades num raio de 20 km ao redor de Osage City.